# Kanton Crozon
Der Kanton Crozon (bretonisch Kanton Kraozon) ist seit 1790 ein französischer Wahlkreis in den Arrondissements Châteaulin und Quimper, im Département Finistère und in der Region Bretagne; sein Hauptort ist Crozon.  

## Geschichte
Der Kanton entstand am 15. Februar 1790. Von 1801 bis 2015 gehörten sieben Gemeinden zum Kanton Crozon. Mit der Neuordnung der Kantone in Frankreich stieg die Zahl der Gemeinden 2015 auf 18. Zu den bisherigen Gemeinden des alten Kantons Crozon kamen 11 der 14 Gemeinden des bisherigen Kantons Châteaulin hinzu.

## Lage
Der Kanton liegt im Westen des Départements Finistère. 

## Gemeinden
Der Kanton besteht aus 18 Gemeinden mit insgesamt 32.115 Einwohnern (Stand: 1. Januar 2022) auf einer Gesamtfläche von 456,80 km²:
| Gemeinde        | Bretonisch      | Einwohner (2022) | Fläche (km²) | Code postal | Code Insee | Arrondissement |
| --------------- | --------------- | ---------------- | ------------ | ----------- | ---------- | -------------- |
| Argol           | Argol           | 1.043            | 31,73        | 29560       | 29001      | Châteaulin     |
| Camaret-sur-Mer | Kameled         | 2.448            | 11,64        | 29570       | 29022      | Châteaulin     |
| Cast            | Kast            | 1.557            | 37,66        | 29150       | 29025      | Châteaulin     |
| Châteaulin      | Kastellin       | 5.106            | 20,81        | 29150       | 29026      | Châteaulin     |
| Crozon          | Kraozon         | 7.410            | 80,37        | 29160       | 29042      | Châteaulin     |
| Dinéault        | Dineol          | 1.858            | 45,96        | 29150       | 29044      | Châteaulin     |
| Landévennec     | Landevenneg     | 335              | 13,83        | 29560       | 29104      | Châteaulin     |
| Lanvéoc         | Lañveog         | 1.951            | 19,21        | 29160       | 29120      | Châteaulin     |
| Ploéven         | Ploeven         | 534              | 13,11        | 29550       | 29166      | Châteaulin     |
| Plomodiern      | Ploudiern       | 2.254            | 46,74        | 29550       | 29172      | Châteaulin     |
| Plonévez-Porzay | Plonevez-Porzhe | 1.783            | 29,23        | 29550       | 29176      | Châteaulin     |
| Port-Launay     | Meilh-ar-Wern   | 396              | 2,00         | 29150       | 29222      | Châteaulin     |
| Quéménéven      | Kemeneven       | 1.116            | 28,21        | 29180       | 29229      | Quimper        |
| Roscanvel       | Roskañvel       | 825              | 9,08         | 29570       | 29238      | Châteaulin     |
| Saint-Coulitz   | Sant-Kouled     | 471              | 11,22        | 29150       | 29243      | Châteaulin     |
| Saint-Nic       | Sant-Vig        | 756              | 18,03        | 29550       | 29256      | Châteaulin     |
| Telgruc-sur-Mer | Terrug          | 2.145            | 28,29        | 29560       | 29280      | Châteaulin     |
| Trégarvan       | Tregarvan       | 127              | 9,68         | 29560       | 29289      | Châteaulin     |
| Kanton Crozon   | Kraozon         | 32.115           | 456,80       | -           | 2909       | -              |

### Kanton Crozon bis 2015
Der alte Kanton Crozon bestand aus sieben Gemeinden auf einer Fläche von 194,15 km². Diese waren: Argol, Camaret-sur-Mer, Crozon (Hauptort), Landévennec, Lanvéoc, Roscanvel und Telgruc-sur-Mer.

## Bevölkerungsentwicklung
| 1962   | 1968   | 1975   | 1982   | 1990   | 1999   | 2006   | 2012   |
| ------ | ------ | ------ | ------ | ------ | ------ | ------ | ------ |
| 15.927 | 16.308 | 16.162 | 16.129 | 16.118 | 15.805 | 16.697 | 16.835 |